# MC Ducky
MC Ducky, polgári nevén Alszászi Tímea (Budapest, 1975. július 8.) az Emergency House együttes egykori tagja, az első magyar női rapper.

## Életpályája
Két öccse van, László és Zoltán. Gyerekkorában kajak-kenuzott és teniszezett, cselgáncsban pedig eljutott a narancssárga övig. 1992-ben jelentkezett Zoltán Erika tánciskolájába, és az Emergency House tagja lett.
2000-ben szólókarrierbe kezdett, Dopeman közreműködésével elkészítette első önálló raplemezét, és feltűnt O.J. Sámson egyik videóklipjében is.
2005-ben a Cool TV-n a Kontráné című műsort vezette Bútor Mónikával. 2008. áprilisában szerepelt a TV2 Hal a tortán és az RTL Klub Rettegés foka című műsorában. Emellett a rádiózást is kipróbálta, a Juventus Rádió szombati élő műsorában, a Sztársávban Várkonyi Attila munkáját segítette.
2008. májusában megjelent második albuma a Kacsamesék, amelyen két duett is hallható; az egyik Galambos Dorinával, a másik pedig a Fekete vonat énekesnőjével, Fatimával.
2012-ben a Lounge Rádió pénteki Friday Music Selection illetve a szombati Erotic Saturday című műsorát vezeti.

## Albumok

### Emergency House
- 1996 – Emergency House Party (Warner-Magneoton)
- 1997 – A party folytatódik (Warner-Magneoton)
- 1999 – E.H. 3 (Warner-Magneoton)
- 2001 – Rólunk szól (Warner-Magneoton)

### MC Ducky
- 2000 – ? (Warner-1G)
- 2008 – Kacsamesék